# Platysceptra scotochrysis
Platysceptra scotochrysis är en fjärilsart som beskrevs av László Anthony Gozmány. Platysceptra scotochrysis ingår i släktet Platysceptra och familjen äkta malar. Inga underarter finns listade i Catalogue of Life.